# Befall i Herrens händer
Befall i Herrens händer är en psalmtext av Johan Olof Wallin från 1816. Psalmen har sju 8-radiga verser. Texten har bearbetats av Britt G. Hallqvist år 1979 och av Olle Nivenius år 1983.
Melodin i 4/4- dels takt, är komponerad och nedtecknad i Strassburg år 1539. Den är densamma som till Dig, Herre Gud, är ingen i nåd och kärlek lik av Lina Sandell. Kompositörens namn okänt.

## Publicerad i
- 1819 års psalmbok som nr 224 under rubriken "Kristligt sinne och förhållande - I allmänhet: Förhållandet till Gud: Lydnad för Guds vilja och frimodighet under hans beskydd".
- Metodistkyrkans psalmbok 1896, som nr 90 under rubriken "Guds försyn och ledning."
- Svenska Missionsförbundets sångbok 1920 som nr 36 under rubriken "Guds faderliga vård"
- Sionstoner 1935 som nr 465 under rubriken "Nådens ordning: Trosliv och helgelse"
- 1937 års psalmbok som nr 298 under rubriken "Tro, förlåtelse, barnaskap"
- Psalmer för bruk vid krigsmakten 1961 som nr 298
- 1986 års psalmbok som nr 247 under rubriken "Förtröstan - trygghet"
- Svensk psalmbok för den evangelisk-lutherska kyrkan i Finland (1986) som nr 413 under rubriken "Kallelse och efterföljd"